# 倫納特·貝爾納多特
倫納特·貝爾納多特（瑞典語：Lennart Bernadotte；1909年5月8日—2004年12月21日），瑞典威廉王子和俄國瑪麗亞·巴甫洛夫娜女大公的独生子，瑞典國王古斯塔夫五世的孫子。他因为与平民结婚，降为維斯堡伯爵。晚年在德国南部康斯坦茨湖边的迈瑙岛与索尼娅居住。